# Photinia loriformis
Photinia loriformis là loài thực vật có hoa trong họ Hoa hồng. Loài này được W.W. Sm. miêu tả khoa học đầu tiên năm 1917.